# Distretto di Mueang Krabi
Il distretto di Mueang Krabi (in thailandese: เมืองกระบี่) è un distretto (amphoe) della Thailandia, situato nella provincia di Krabi, della quale è il capoluogo.

## Geografia
Il distretto confina con altri tre distretti, ovvero Ao Luek, Khao Phanom e Nuea Khlong. A sud invece vi è la baia di Phang Nga.
Appartengono al distretto anche le isole Phi Phi e altri isolotti.